# (5871) Bobbell
(5871) Bobbell es un asteroide que forma parte del cinturón interior de asteroides más concretamente al grupo de Hungaria, descubierto el 11 de febrero de 1989 por Eleanor F. Helin desde el Observatorio del Monte Palomar, Estados Unidos.

## Designación y nombre
Designado provisionalmente como 1989 CE2. Fue nombrado Bobbell en homenaje a Robert L. Bell, amigo y asociado del esposo de la descubridora. Bob Bell se graduó en el Instituto de Tecnología de California con un B.S. en física y un M.S. en mecánica aplicada, que utilizó para inventar dispositivos de detección de presión para monitorear las funciones del motor del automóvil, lo que nos permite conducir de manera eficiente por nuestras carreteras. Más recientemente se unió a la comunidad astronómica con su propio domo privado y telescopio equipado con CCD. Bob es empresario por excelencia, aplica y promueve nuevas ideas para resolver problemas.

## Características orbitales
Bobbell está situado a una distancia media del Sol de 1,861 ua, pudiendo alejarse hasta 1,994 ua y acercarse hasta 1,728 ua. Su excentricidad es 0,071 y la inclinación orbital 20,34 grados. Emplea 927,905 días en completar una órbita alrededor del Sol.

## Características físicas
La magnitud absoluta de Bobbell es 14,1. Tiene 2,384 km de diámetro y su albedo se estima en 0,856. 